# Nicholas Murray Butler
Nicholas Murray Butler (ur. 2 kwietnia 1862 w Elizabeth, zm. 7 grudnia 1947 w Nowym Jorku) – amerykański filozof, publicysta i dyplomata, laureat Pokojowej Nagrody Nobla.

## Życiorys
Studiował w Columbia College, gdzie w 1882 uzyskał stopień bachelor of arts, rok później magisterium, a w 1884 stopień doktora. W 1885 studiował w Paryżu i Berlinie; w tym czasie nawiązał przyjaźń z Elihu Rootem. Jesienią tego roku zatrudnił się na wydziale filozofii Columbia College. W 1896 uczelnia zmieniła nazwę na Columbia University in the City of New York. W 1901 Butler zaczął kierować administracją uczelni. W 1902 objął stanowisko rektora (university president), które pełnił do 1945. W czasie jego prezydencji uczelnia została znacznie rozbudowana: liczba studentów wzrosła z 4000 do 34 000. W 1934 powstała największa biblioteka Uniwersytetu Columbia; w 1946, jeszcze za życia Butlera nadano jej nazwę Butler Library. 
W 1912 kandydował na wiceprezydenta Stanów Zjednoczonych z ramienia Partii Republikańskiej, wraz z kandydatem na prezydenta, ówczesnym prezydentem Williamem Howardem Taftem. Wybory wygrali kandydaci Demokratów z Woodrowem Wilsonem na prezydenta i Thomasem Marshallem na wiceprezydenta.
W 1931 został wyróżniony, wraz z Jane Addams, Pokojową Nagrodę Nobla za udział w propagowaniu paktu Brianda-Kellogga.